# Nattklubb
Uppslagsordet Diskotek leder hit. Diskotek kan även syfta på ett ljudarkiv med inspelade skivor.

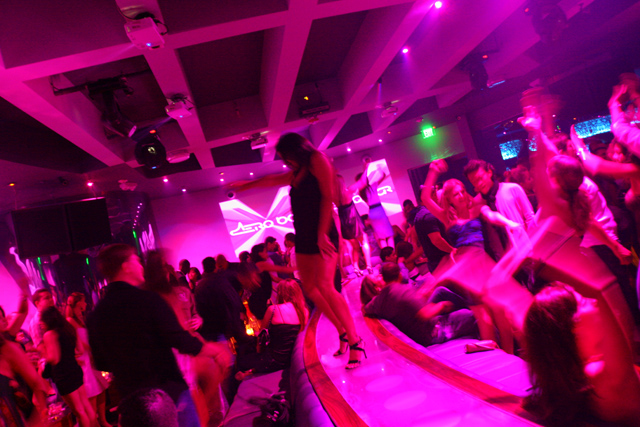
Nattklubben Aerobar i Miami, USA

Nattklubb är en nöjeslokal som är öppen till sent på natten eller tidig morgon. En nattklubb skiljer sig från barer och pubar genom att den inkluderar ett dansgolv samt liveband eller discjockey. Den moderna nattklubben är ett fenomen som uppstod i London på sextiotalet och var en del av utvecklingen med popmusik och ungdomsmode som brukar kallas Swinging London. I Sverige brukar nattklubben Alexandra sägas vara först med konceptet.
Musiken i en nattklubb kan variera mellan liveband eller DJ (mer vanligt förekommande) med inspelad mixad musik på mycket hög volym. Vanligt är att nattklubbar inriktar sig på att spela endast en sorts musik, exempelvis techno, house, hiphop, trance, rock, garage, drum and bass, dubstep och reggae. Andra nattklubbar väljer att ha olika temakvällar, i syfte att locka fler kunder eller bredda sin repertoar. Radiohits brukar även spelas flitigt. 

## Bakgrund i Sverige
Oftast bedrivs även alkoholförsäljning på nattklubben. Detta gör att många nattklubbars öppettider styrs av deras utskänkningstillstånd, vilket medför att de måste vara utrymda 30 minuter efter att detta upphört. De klubbar som inte innehar alkoholtillstånd måste i stället söka danstillstånd. Vilka tider klubbens utskänkningstillstånd gäller varierar starkt mellan olika kommuner. Västerås och Gotlands kommun har traditionellt gjort sig kända för att föra en striktare policy, och tillåter inte nattklubbar att ha öppet längre än till klockan 02.00. Göteborgs kommun har däremot gjort sig känd för sin mer generösa policy, där man tillåtit klubbar att ha öppet så länge som till 05.00. De flesta kommuner i Sverige brukar bevilja tillstånd till 02.00 – eller 03.00 vid speciella tillfällen. I mars 2009 fanns det permanenta tillstånd till 03.00 eller senare endast i Stockholm, Göteborg, Malmö, Linköping och Sundsvall. Dessutom finns partiella tillstånd (fredag, lördag) till 03.00 i exempelvis Helsingborg, Norrköping och Luleå. Under sommarsäsongen och vid större helger brukar kommunerna godkänna serveringstillstånd till 03.00 även i några ytterligare städer i Skåne och längs västkusten.

## Diskotek
Den person som väljer vilken musik som skall spelas kallas för discjockey (eller DJ). Dagens discjockeyer har normalt mer fokus på att enbart spela uppskattad musik än att sampla, scratcha och utannonsera artist och låt, vilket var vanligare förr. Från DJ-båset styr discjockeyn eller en assistent ljus och pyrotekniska effekter, och startar rökmaskiner och såpbubblemaskiner om nattklubben har sådan utrustning.
Den nyare termen för nattklubb, diskotek, är vanligt förekommande i de flesta språk och kommer av franskans discothèque, som syftar på skivsamling. Diskotek syftade ursprungligen på en danslokal där grammofonmusik spelades.
Musikgenren disco kom senare och var inspirerad av den soulmusik som spelades på dansgolven, men hade ett tydligt beat. Filmen Saturday Night Fever från 1977 speglar diskotekslivet vid slutet av 1970-talet.
Senare har diskotek kommit att syfta på en lokal där man dansar till inspelad musik i största allmänhet, i synnerhet till popmusik och liknande.

### Sverige
I Sverige används fortfarande begreppet diskotek eller disko/disco i privata sammanhang, i skolor och liknande – inte minst tillställningar riktade till ungdomar under 18 år, eftersom nattklubbar brukar servera alkoholhaltiga drycker. Knattedisko eller knattedisco är ett populärt uttryck för diskotek riktade till barn under 13 år.
Sveriges allra första diskotek skapades 1955 av Eric König. Det dröjde dock till mitten av 1960-talet innan det byggdes fristående diskotek i Sverige.
Knäppingen skapades 1964 av nöjesprofilen Hasse Wallman. Han hade fått idén av boxningslegenden Ingemar Johansson som i sin tur hade upplevt den amerikanska diskotektrenden under den tid som han var motellägare och bosatt i Florida. Som diskjockey på Diskotek Knäppingen tjänstgjorde skådespelareleven Leif Ahrle, som då, i mitten av 1960-talet, var elev vid Norrköpings stadsteater.